# Манронманцан
Манронманцан (Мансон Мангцен) (637—676) — император Тибета с 650 до 676 года, правил после своего деда Сонгцэн Гампо.

## Жизнеописание
По его малолетству регентом страны был известный полководец Донцан по прозвищу Гар. С самого начала правления нового тибетского властителя империя Тан начала войну против Тибета, направив 500-тысячную армию. Однако она потерпела поражение от 100-тысячной тибетской армии во главе с Гаром. Вскоре тибетские войска перешли в наступление и начали военные походы на собственной территории Китая. Эти военные походы возглавили сыновья Донцан Гара — Ньяцандембу и Тагракхонлон (от дочери властителя Балтистана). В то же время тибетская армия совершила походы против государства Туюхунь и захватили её в 670 году. В то же время, с перерывами продолжалась война с танским Китаем — в 676 году тибетцы захватили и ограбили китайские области (современная провинция Ганьсу). Авторитет и сила Тибетской империи в это время значительно выросли.
Манронманцан умер довольно молодым человеком. Он похоронен в гробнице Огшехралбо в монастыре Прулнан.

## Семья
1. Брозатимлон, из племени Бро
Дети:
- Дудсрон